# Cyclopsitta coxeni
Cyclopsitta coxeni, "Coxens fikonpapegoja", är en fågelart i familjen östpapegojor inom ordningen papegojfåglar. Den betraktas oftast som underart till dubbelögd fikonpapegoja (Cyclopsitta diophthalma), men urskiljs sedan 2014 som egen art av Birdlife International, IUCN och Handbook of Birds of the World. Den kategoriseras av IUCN som akut hotad.
Fågeln förekommer i kustnära östra Australien i sydöstra Queensland och nordöstra New South Wales.